# 阿賀野川深戸橋梁
阿賀野川深戸橋梁（あがのがわふかどきょうりょう）は、新潟県東蒲原郡阿賀町の阿賀野川に架かる東日本旅客鉄道（JR東日本）磐越西線の鉄道橋である。

## 概要
磐越西線の日出谷駅 - 鹿瀬駅間の阿賀野川に架かる全長252mの橋梁である。
磐越西線の建設工事に伴って1914年（大正3年）に完成した。プレートガーダー・プラットトラス・ワーレントラスの3種類の形式が用いられている。トラスはアメリカン・ブリッジ製である。
2016年に「磐越西線鉄道施設群」の一部として、土木学会選奨土木遺産に選ばれる。

### 日本初の落下式架け替え
1983年（昭和58年）11月20日に、中央部のワーレントラスの老朽化に伴う架け替え工事が行われた。
橋の架け替えでは脇に新しいものを架け直すことが多いが、この時はワーレントラスの1径間のみが架け替え対象であったため、列車の運行停止時間の短縮と工費の節減の両立を図って日本で初めて落下式の架け替え工法が選択された。これは、脇に仮設足場を用意してその上で新しいトラスを組み立てておき、古いトラスをジャッキで横に押し出して川に突き落とし、新しいトラスを横に移動させて据え付けるというものである。
阿賀野川深戸橋梁の例では、落とした古いトラスの重量は約450トンであった。架け替え工事の総工費は約4億円で、これは新線に切り替えた場合の半額以下とされる。
鹿瀬駅前に、この時架け替えられたトラスの一部とモニュメントが展示されている。また、新潟市新津鉄道資料館には、トラスの銘板と架け替え工事の詳細を紹介したパネル展示がある。また架け替えの模様を撮影した写真は磐越西線全通70周年記念入場券に採用され、同じく新津鉄道資料館にて展示されている。

## 周辺
- 国道459号
- 新潟県道322号鹿瀬日出谷線
- 鹿瀬小学校
- 新潟昭和 鹿瀬工場（旧昭和電工）
- 鹿瀬大橋
- 鹿瀬ダム